# Herbie Hancock
Herbert Jeffrey »Herbie« Hancock, ameriški jazzovski pianist, klaviaturist, skladatelj in igralec, * 12. april 1940, Chicago, Illinois, ZDA.
Kariero je pričel pri Donaldu Byrdu, kmalu zatem pa se je pridružil Kvintetu Milesa Davisa, kjer je pripomogel k ponovni opredelitvi jazzovske ritem sekcije in je bil eden pomembnih oblikovalcev zvoka post-bop. Hancockova glasba je pogosto melodična in dostopna; snemal je tudi skladbe izven okvirov jazza in dosegel uspeh pri pop občinstvu.
Med Hancockove najbolj znane kompozicije spadajo »Cantaloupe Island«, »Watermelon Man« (priredili so jo številni glasbeniki), »Maiden Voyage«, »Chameleon« ter singla »I Thought It Was You« in »Rockit«. Njegov album River: The Joni Letters, ki je izšel v čast Joni Mitchell, je leta 2007 osvojil grammyja za album leta in postal šele drugi jazzovski album s to nagrado, po albumu Getz/Gilberto leta 1965.

## Zgodnje življenje
Hancock se je rodil v Chicagu v Illinoisu, kot sin tajnice Winnie Belle (rojene Griffin) in Waymana Edwarda Hancocka, vladnega inšpektorja mesa. Ime je dobil po pevcu in igralcu Herbu Jeffriesu. Obiskoval je srednjo šolo Hyde Park Academy, kot številni mladi pianisti pa je pričel s pridobivanjem klasične glasbene izobrazbe in učenjem klasičnega klavirja. Klavirja se je pričel učiti, ko je bil star sedem let, njegov talent pa je bil kmalu prepoznan. Kot čudežni otrok je 5. februarja 1952, ko je bil star 11 let, na koncertu s Čikaškim simfoničnim orkestrom igral prvi stavek Mozartovega Klavirskega koncerta št. 26 v d-molu, KV. 537.
V najstniških letih ni imel nikoli učitelja jazza, vendar je sam razvil posluh in smisel za harmonijo. Nanj so vplivale tudi plošče vokalne skupine The Hi-Lo's. O tem času je sam dejal, da je takrat pričel slišati različne stvari, podobne harmonijam, ki jih je uporabil pri albumu Speak Like a Child. Na njegov harmonski koncept je precej vplival Clare Fischer, ki je aranžiral za skupino The Hi-Lo's, poleg njega pa še Bill Evans, Maurice Ravel in Gil Evans.
Leta 1960 je slišal igrati Chrisa Andersona in ga prosil, ali bi lahko pri njem študiral. Hancock pogosto omenja Andersona kot svojega harmonskega guruja. Nato je zapustil Grinnell College, se preselil v Čikago in pričel sodelovati z Donaldom Byrdom in Colemanom Hawkinsom. V tem času je obiskoval Roosevelt University. Na Grinnellu je diplomiral iz elektrotehnike in glasbe. Leta 1972 mu je univerza podelila častni doktorat. Byrd je v tistem času obiskoval Manhattan School of Music v New Yorku in Hancocku predlagal študij kompozicije pri Vittoriu Gianniniju, pri katerem je nato Hancock kratek čas študiral. Kmalu si je pridobil sloves in sodeloval z Oliverjem Nelsonom in Philom Woodsom. Leta 1962 je posnel debitantski album Takin' Off, ki je istega leta izšel pri založbi Blue Note Records. S skladbo »Watermelon Man«, ki je izšla tudi na njegovem debitantskem albumu, je želel Mongu Santamaríi zagotoviti hit single, z albumom Takin' Off pa je vzbudil pozornost pri Milesu Davisu, ki je takrat ustanavljal novo zasedbo. Hancocka je Davisu predstavil Donald Byrd.

## Kariera

### Miles Davis Quintet (1963–68) in Blue Note Records (1962–69)
Hancock je postal javnosti bolj znan maja 1963, ko se je pridružil 2. kvintetu Milesa Davisa. Davis je osebno iskal Hancocka, ki ga je videl kot enega največjih talentov v jazzu. Davisova ritem sekcija je bila precej mlada, vendar učinkovita. Sestavljali so jo basist Ron Carter, 17-letni bobnar Tony Williams in Hancock za klavirjem. Po tem, ko je kratek čas na mestu saksofonista igral George Coleman in za njim Sam Rivers, se je kvintetu pridružil Wayne Shorter na tenorskem saksofonu. Kvintet mnogi omenjajo kot eno najboljših jazzovskih zasedb doslej.
Hancock je svoj zvok kot pianist našel prav v Davisovem kvintetu. Ne samo, da je našel nove poti za uporabo skupnih akordov, ampak je populariziral tudi akorde, ki se prej v jazzu niso uporabljali. Poleg tega je razvil unikaten okus za »orkestralno« spremljavo. Pri tem je uporabljal kvartno harmonijo in debussyjske harmonije z ostrimi kontrasti, česar takrat v jazzu še ni bilo slišati. Z Williamsom in Carterjem je okrog obstoječih melodij shem akordov ustvarjal nekakšen »labirint« zapletenosti ritma. V drugi polovici 60. let je njihov pristop postal tako kultiviran in neobičajen, da je bilo težko zaznati spremembe akordov. Njihov improvizacijski koncept je zato postal znan kot »Time, No Changes«.
V času igranja z Davisom, je Hancock sodeloval pri številnih snemanjih za založbo Blue Note. Tako pod svojim imenom kot studijski glasbenik je sodeloval z drugimi glasbeniki kot so Shorter, Williams, Grant Green, Bobby Hutcherson, Rivers, Byrd, Kenny Dorham, Hank Mobley, Lee Morgan in Freddie Hubbard.
Njegova albuma Empyrean Isles (1964) in Maiden Voyage (1965) sta bila dva najbolj znanih in vplivnih jazz LP plošč 60. let. Hvaljena sta bila predvsem zaradi njune inovativnosti in dostopnosti (dostopnost je postala opažena, ko je naslovna skladba z albuma Maiden Voyage postala jazz standard, jazz rap skupina US3 pa je dvajset let kasneje izdala hit single »Cantaloop«, ki izvira iz skladbe »Cantaloupe Island« z albuma Empyrean Isles). Pri snemanju albuma Empyrean Isles je sodelovala Davisova ritem sekcija ter Hubbard na kornetu, pri snemanju albuma Maiden Voyage pa je sodeloval tudi nekdanji Davisov saksofonist Coleman. Oba albuma sta bila uvrščena med glavne temelje sloga post-bop.
Hancock je posnel tudi številne manj znane, vendar kritiško uspešne albume z večjimi zasedbami – My Point of View (1963), Speak Like a Child (1968) in The Prisoner (1969) so vsebovali krilni rog, altovsko flavto in basovski trombon. Leta 1963 je izšel album Inventions and Dimensions, ki je v veliki večini vseboval improvizirano glasbo. Hancock je album posnel z basistom Paulom Chambersom ter tolkalistoma Willijem Bobom in Osvaldom Martinezom.
V tem času je Hancock skomponiral tudi filmsko glasbo za Antonionijev film Blowup (1966), kar je bil prvi soundtrack izmed številnih, ki jih je posnel. Poleg filmske glasbe je Hancock napisal številne glasbene teme za ameriške televizijske oglase raznih podjetij, kot so Pillsbury, Standard Oil, Tab in Virgina Slims. Napisal, aranžiral in posnel je tudi temo za serijo oglasov F. Williama Freeja za cigarete znamke Silva Thins. Hancocku je bila tema tako všeč, da jo je želel posneti kot skladbo, vendar mu oglasna agencija tega ni dovolila. Zato je predelal harmonijo in tempo ter skladbo posnel pod imenom »He Who Lives in Fear«, izšla pa je leta 1969 na njegovem albumu The Prisoner.

»Želiš, da igram na to igračo?«

Herbie Hancock, ko je Miles Davis dal v studio pripeljati Fender Rhodes namesto akustičnega klavirja.
Proti koncu Hancockove dobe v Davisovem kvartetu je Davis pričel z dodajanjem elementov rocka in popa v svojo glasbo. Kvintet Cannonballa Adderleyja je leta 1966 izdal singl »Mercy, Mercy, Mercy«, ki ga je napisal Joe Zawinul. Zawinul je skladbo posnel z električnima klavirjema Wurlitzer in Fender Rhodes, Davis pa je postal tako navdušen nad toplim zvokom električnega klavirja, da je dal na zadnji dan snemanja albuma Miles in the Sky namesto klavirja v studio pripeljati Fender Rhodes. Hancock je kljub začetnem nestrinjanju pričel igrati električne klaviature, na katere se je kmalu privadil, ti instrumenti pa so pustili močan pečat kasneje v njegovi karieri.
Leta 1968 se je Hancock poročil z Gudrun Mexines »Gigi«. Na poročnem potovanju v Braziliji se je na poročno noč zastrupil s hrano, zaradi česar je moral izpustiti nekaj koncertov s kvintetom. Na Hancockovo mesto je tako prišel Chick Corea, Hancock pa je bil odpuščen iz zasedbe. Poleti 1968 je Hancock ustanovil svoj sekstet. Čeprav je Davis zaradi iskanja novega zvoka kmalu razpustil zasedbo, je Hancock, kljub odpustitvi, naprej sodeloval z Davisom pri snemanjih. Sodeloval je tudi pri snemanjih albumov In a Silent Way, A Tribute to Jack Johnson in On the Corner.

### Fat Albert(1969) inMwandishi(1971)
Leta 1969 je Hancock zapustil založbo Blue Note in sklenil pogodbo z Warner Bros. Records. Istega leta je skomponiral soundtrack za Cosbyjevo animirano televizijsko oddajo Hey, Hey, Hey, It's Fat Albert. Glasba s soundtracka je kasneje izšla na albumu Fat Albert Rotunda. Album je vseboval elemente R&B z močnimi jazzovskimi alikvotnimi toni. Ena izmed bolj jazzovskih skladb na albumu, čemerna balada »Tell Me a Bedtime Story«, je bila kasneje predelana kot bolj elektronska skladba za album Quincyja Jonesa, Sounds...and Stuff Like That!!, leta 1978.
Hancock se je kmalu navdušil nad zbiranjem glasbenih pripomočkov. Pod vplivom Davisovega prelomnega albuma Bitches Brew iz leta 1970 se je ta navdušenost pričela kazati v seriji albumov, na katerih je kombiniral električne instrumente z akustičnimi. Prvi Hancockov podvig z elektronsko glasbo se je pričel s sekstetom, ki so ga poleg njega sestavljali še basist Buster Williams, bobnar Billy Hart, trobentač Eddie Henderson, trombonist Julian Priester in multipihalec Bennie Maupin. Zasedbi se je kasneje pridružil še Patrick Gleeson, ki je igral sintetizatorje. Sekstet, kasneje septet, je pod Hancockovim imenom posnel in izdal tri albume: Mwandishi (1971) in  Crossings (1972) pri Warner Bros. Records ter Sextant (1973, izšel pri Columbia Records); dva dodatna, Realization in Inside Out sta bila posneta z isto zasedbo, a pod Hendersonovim imenom. Glasba je vsebovala močan improvizacijski vidik onstran omejitev jazz mainstreama in je izkazovala vpliv elektronske glasbe skladateljev sodobne resne glasbe.
Gleeson je sintetizator predstavil na albumu Crossings (1972), ki je bil eden izmed najvplivnejših elektronskih jazz fusion albumov tistega leta, ki je vseboval sintetizator. Na tem albumu, tako kot na albumu I Sing the Body Electric zasedbe Weather Report, je bil sintetizator uporabljen bolj kot improvizacijski globalni orkestralni element in ne kot melodični instrument. Zgodnja recenzija albuma v Downbeat magazine se je pritoževala nad sintetizatorjem, nekaj let kasneje pa je revija poročala o Gleesonu kot o pionirju mešanja elektronike in jazza. Na naslednjih albumih je Hancock pričel sam igrati sintetizatorje, ko so ti začeli prevzemati melodične vloge.
Hancockovi trije albumi, izdani med leti 1971 in 1973, so postali znani kot albumi »Mwandishi«, po svahili imenu, ki ga je Hancock takrat občasno uporabljal (Mwandishi v svahiliju pomeni pisatelj). Prva dva albuma, vključno s Fat Albert Rotunda, sta leta 1994 izšla v dvojnem CD setu Mwandishi: the Complete Warner Bros. Recordings. Izmed treh elektronskih albumov je Sextant bržkone najbolj eksperimentalen zaradi velike uporabe ARP sintetizatorjev ter napredne improvizacije (post-modalni prosti impresionizem) pri skladbah »Hornets« in »Hidden Shadows«. Skladba »Hornets« je izšla leta 2001 na albumu Future2Future pod imenom »Virtual Hornets«.
Med instrumenti, ki sta jih uporabljala Hancock in Gleeson, so Fender Rhodes, ARP Odyssey, ARP 2600, ARP Pro Soloist Synthesizer, Mellotron in Moog synthesizer III.
Vsi trije albumi založbe Warner Bros. (Fat Albert Rotunda, Mwandishi in Crossings) so bili remasterizirani leta 2001 in izšli v Evropi, vendar v ZDA niso izšli do junija 2005.

### OdHead Hunters(1973) doSecrets(1976)
Po včasih »nerealnih« in precej eksperimentalnih albumih »Mwandishi« je Hancock želel posneti bolj »zemeljsko« in »funky« glasbo. Albumi Mwandishi so bili deležni mešanega odziva kritikov in so se slabo prodajali, čeprav so bili kasneje priznani kot spodobni zgodnji fusion albumi. Hancock je bil morda za novo smer motiviran tako iz finančnih skrbi kot umetniškega nemira, motilo pa ga je tudi dejstvo, da številni ljudje niso razumeli avantgardne glasbe. Sam je dejal, da je oboževal funk glasbo, posebno glasbo Slyja Stona, zato jo je hotel tudi sam posneti.
Ustanovil je novo skupino, ki jo je poimenoval The Headhunters. Iz prejšnjega seksteta je obdržal le Maupina, skupini pa dodal še basista Paula Jacksona, tolkalista Billa Summersa in bobnarja Harveyja Masona. Prvi album zasedbe, Head Hunters, ki je izšel leta 1973, je bil zelo uspešen in je pritegnil tudi poslušalce pop glasbe, prejel pa je tudi nekaj kritik s strani ljubiteljev jazza.
Kljub očitkom glede »obračanja po vetru« je kritik Stephen Erlewine pozitivno ocenil album in zapisal: »Head Hunters zveni sveže in vitalno še tri desetletja po svoji izdaji, vplival pa je ne samo na jazz, ampak tudi na funk, soul in hip-hop.«
Masona je na bobnih zamenjal Mike Clark in skupina je naslednje leto izdala drugi album, Thrust. Album je bil skoraj tako dobro sprejet kot prvi, četudi ni doživel povsem takšnega komercialnega uspeha. Leta 1975 je izšel album v živo Flood s koncertov na Japonskem, ki vsebuje izvedbe kompozicij s prvih dveh albumov skupine The Headhunters. Istega leta je skupina brez Hancocka izdala še en album Survival of the Fittest, Hancock pa je začenjal ustvarjati bolj komercialne albume, pri katerih so pogosto sodelovali posamezni člani skupine, a ne več pod imenom The Headhunters. Skupina se je leta 1998 ponovno združila s Hancockom in posnela album Return of the Headhunters, snema in koncertira vse odtlej.
Leta 1973 je Hancock skomponiral soundtrack za kontroverzni film The Spook Who Sat by the Door. Leto kasneje je prispeval soundtrack prvemu filmu Death Wish. Ena najbolj prepoznavnih skladb, »Joanna's Theme«, je bila leta 1997 ponovno posneta in je izšla na albumu 1 + 1, ki sta ga skupaj posnela Hancock in Shorter.
Naslednja Hancockova jazz-funk albuma 70. let sta bila Man-Child (1975) in Secrets (1976), ki sta že nakazala bolj komercialno smer, ki jo je Hancock ubral v naslednjem desetletju. Pri obeh albumih so sodelovali člani skupine The Headhunters, pa tudi številni drugi glasbeniki.

### OdV.S.O.P.(1976–) doFuture Shock(1983)
Konec 70. in začetek 80. let je Hancock koncertiral s kvintetom V.S.O.P., ki so ga sestavljali vsi člani 2. Davisovega kvinteta, razen Davisa, katerega je nadomestil Hubbard. Stalno so krožile špekulacije, da se bo Davis ponovno združil s svojo staro zasedbo, a do tega ni nikoli prišlo. V.S.O.P. je konec 70. let posnel več albumov v živo, med njimi leta 1977 album The Quintet.
Leta 1978 je Hancock posnel duet s Chickom Coreo, ki ga je desetletje prej nadomestil v Davisovi zasedbi. Leto kasneje je Hancock izdal samostojni klavirski album The Piano, ki je takrat izšel le na Japonskem, v ZDA pa šele leta 2004. Med ostale, le na Japonskem izdane albume, spadajo Dedication (1974), Tempest in the Colosseum (1977) in Directstep (1978). Live Under the Sky je album kvinteta VSOP, ki je bil leta 2004 remasteriziran za ameriški trg, vsebuje pa drugi koncert s turneje julija 1979.
Med letoma 1978 in 1982 je Hancock posnel številne albume z vplivi disca in pop glasbe, začenši leta 1978 z albumom Sunlight, na zadnji skladbi katerega sta sodelovala Tony Williams in Jaco Pastorius. Skladba »I Thought It Was You«, ki jo je Hancock odpel skozi vocoder, je postala britanski hit, čeprav kritiki nad njo niso bili navdušeni. Zaradi tega je leta 1979 na naslednjem albumu, Feets, Don't Fail Me Now, uporabil več vocodra, kar mu je prineslo še en britanski hit, »You Bet Your Love«.
Albumi, kot so Monster (1980), Magic Windows (1981) in Lite Me Up (1982), so bili eni Hancockovih najbolj kritiziranih albumov. Sam Hancock je pri teh albumih imel omejeno vlogo, saj je petje, komponiranje in celo produciranje pustil drugim. Mr. Hands iz leta 1980 je verjetno eden redkih albumov tega časa, ki je dosegel pozitivne kritike. Album je bil v celoti instrumentalen, pri eni skladbi pa je sodeloval Jaco Pastorius. Sicer je album vseboval različne stile, med njimi instrumentalno disco skladbo, latin jazz in elektronsko skladbo, ki jo je Hancock posnel sam s pomočjo računalnikov.
Leta 1981 je Hancock koncertiral z Williamsom in Carterjem, s katerima je posnel album Herbie Hancock Trio s petimi skladbami, ki je izšel samo na Japonskem. Mesec kasneje je s trio s trobentačem Wyntonom Marsalisom posnel album Quartet, ki je leto kasneje izšel v ZDA. Hancock, Williams in Carter so z Wyntonom Marsalisom in njegovim bratom, saksofonistom Branfordom Marsalisom, koncertirali po vsem svetu, zasedba pa je postala znana pod imenom »VSOP II«. Isti kvintet je posnel debitantski album Wyntona Marsalisa, ki je leta 1981 izšel pri založbi Columbia. Leta 1984 je zasedba VSOP II nastopila na Playboy Jazz Festivalu v sekstetu, ki ga je, poleg že uveljavljenega kvinteta, sestavljal še Bobby McFerrin.
Leta 1982 je Hancock sodeloval pri snemanju albuma New Gold Dream (81,82,83,84) skupine Simple Minds, na katerem je pri skladbi »Hunter and the Hunted« izvedel solo na sintetizator.
Leta 1983 je ustvaril pop hit s singlom »Rockit« z albuma Future Shock, ki je osvojil grammyja. To je bila prva jazz hip-hop skladba in je postala svetovna himna hip-hopa in breakdancerjev 80. let. To je bil prvi mainstream single, ki je vseboval scratching, predstavljen pa je bil tudi v animiranem glasbenem videospotu, ki sta ga režirala Godley and Creme in je prikazoval številne robotske kreature ustvarjalca Jima Whitinga. Video je bil hit na MTV-ju in je dosegel 8. mesto britanske lestvice. Videospot je zmagal v petih kategorijah na prvi podelitvi MTV-jevih nagrad. Single je nastal v sodelovanju z znanim basistom in producentom Billom Laswellom. Laswell je produciral tri albume, na katerih je Hancock eksperimentiral z elektronsko glasbo: Future Shock (1983), Sound-System (1984), ki je osvojil grammyja in Perfect Machine (1988).
Leta 1985 se je Hancock na podelitvi grammyjev pojavil na odru skupaj s Steviejem Wonderjem, Howardom Jonesom in Thomasom Dolbyjem v sintetizatorskem jam sessionu. Njegova manj znana albuma iz 80. let sta album v živo Jazz Africa iz 1987 in studijski album Village Life iz 1984, ki sta bila posneta z gambijskim igralcem Kore, Fodayjem Musom Suso. Leta 1985 je Hancock kot gost sodeloval pri snemanju albuma So Red the Rose skupine Arcadia. Sredi 80. let je kot voditelj sodeloval pri oddajah Rockschool postaje PBS.
Leta 1986 je Hancock igral v filmu Round Midnight. Za film je ustvaril tudi soundtrack, za katerega je prejel oskarja za izvirno filmsko glasbo. Njegovo skladateljsko udejstvovanje pri filmih je bilo plodno v 80. letih, ko je skomponiral soundtracke za filme A Soldier's Story (1984), Jo Jo Dancer, Your Life Is Calling (1986), Action Jackson (1988, z Michaelom Kamnom), Colors (1988) in Harlem Nights (1989). Pogosto je skladal glasbo za televizijske oglase. Skladba »Maiden Voyage« je bila pravzaprav ustvarjena kot podlaga za oglas za kolonjsko vodo. Na koncu turneje Perfect Machine se je Hancock odločil za odhod od založbe Columbia po 15 letih sodelovanja.

### 1990. leta do 2000
Leta 1990 je Hancock koncertiral z Jackom DeJohnettom, Davom Hollandom in Patom Methenyjem na turneji Parallel Realities, ki je vključevala tudi nastop na Montreux Jazz Festivalu julija 1990, leto kasneje pa je prispeval soundtrack komediji Livin' Large!. Zatem je skupaj s Carterjem, Williamsom, Shorterjem in Davisovim ljubiteljem Wallacom Roneyjem posnel album A Tribute to Miles, ki je izšel leta 1994. Album je vseboval dva posnetka v živo in studijske posnetke, na katerih je Davisove dele odigral Roney. Album je osvojil grammyja za najboljši skupinski album.
Z naslednjim albumom, Dis Is da Drum, ki je izšel leta 1994, se je Hancock vrnil k acid jazzu. Istega leta se je pojavil na kompilacijskem albumu Red Hot Organization Stolen Moments: Red Hot + Cool. Album je izšel v podporo ozaveščanju o epidemiji Aidsa in v povezavi z afroameriško skupnostjo, revija Time ga je imenovala za album leta.
Pri snemanju albuma The New Standard so sodelovali številni znani instrumentalisti, med njimi John Scofield, Jack DeJohnette in Michael Brecker. Album je vseboval interpretacije pop skladb raznih znanih izvajalcev, kot so Nirvana, Stevie Wonder, The Beatles, Prince, Peter Gabriel in drugi.
Leta 1996 je Hancock sodeloval pri snemanju debitantskega albuma beninskega kitarista Lionela Louekea, Virgin Forest, ki je izšel pri založbi ObliqSound, rezultat sodelovanja pa sta bili dve improvizirani skladbi – »Le Réveil des agneaux (The Awakening of the Lambs)« in »La Poursuite du lion (The Lion's Pursuit)«.
Leta 1997 je izšel uspešni album 1 + 1, ki ga je Hancock posnel v duetu s Shorterjem. Skladba »Aung San Suu Kyi« je osvojila grammyja za najboljšo instrumentalno kompozicijo. Hancock je bil uspešen tudi leta 1998, ko je izšel njegov album Gershwin's World, ki vsebuje posnetke standardov Georgea in Ire Gershwina, pri snemanju le-teh pa so sodelovali številni znani izvajalci, kot so Stevie Wonder, Joni Mitchell in Wayne Shorter. Sledila je svetovna promocijska turneja, na kateri je Hancock igral v sekstetu, ki so ga sestavljali še Cyro Baptista, Terri Lynne Carrington, Ira Coleman, Eli Degibri in Eddie Henderson.

### Od 2000 do 2009
Leta 2001 je Hancock posnel album Future2Future, pri katerem je zopet sodeloval z Laswellom in nekaterimi izvajalci elektronske glasbe, kot je Rob Swift. Hancock je s to zasedbo zatem koncertiral, s spremenjeno zasedbo pa izdal koncertni DVD, ki je vseboval tudi glasbeni videospot skladbe »Rockit«. Istega leta je Hancock sodeloval z Breckerjem in Royjem Hargrovom, s katerima je v Torontu posnel koncert v spomin Davisu in Johnu Coltraneu pod imenom Directions in Music: Live at Massey Hall. Sledila je promocijska turneja, ki je trajala do leta 2005.
Leta 2005 je izšel album duetov Possibilities. Album vsebuje duete Hancocka s Carlosom Santano, Paulom Simonom, Annie Lennox, Johnom Mayerjem, Christino Aguilero, Stingom in drugimi. Leta 2006 je bil album nominiran za grammyja v dveh kategorijah: »A Song for You« s Christino Aguilero je bila nominirana za najboljšo instrumentalno pop izvedbo, »Gelo No Montanha« s Treyjem Anastasiom pa je za najboljšo instrumentalno izvedbo. Grammyja ni prejela nobena skladba.
Leta 2005 je Hancock koncertiral z novim kvartetom, član katerega je bil tudi Lionel Loueke, zasedba pa je izvajala različne stile od ambientalne glasbe do jazza do afriške glasbe. Poleti 2005 je Hancock šel na turnejo z The Headhunters in z njimi nastopil tudi na The Bonnaroo Music & Arts Festivalu. Zasedba ni vsebovala nobenega prvotnega člana skupine, sestavljali pa so jo Marcus Miller, Carringtonova, Loueke in Mayer.
Leta 2006 je založba Sony BMG Music Entertainment, ki je kupila založbo Columbia, izdala dvojni retrospektivni kompilacijski album The Essential Herbie Hancock. To je bila prva kompilacija njegovih del za založbe Warner Bros., Blue Note, Columbia in Verve/Polygram in druga večja kompilacija njegovih del po letu 2002, ko je Columbia izdala The Herbie Hancock Box, ki je izšla v plastični kocki in je bila ponovno izdana leta 2004. V letu 2006 je Hancock posnel tudi novo skladbo z Joshem Grobanom in Ericom Mouquetom. Skladba z naslovom »Machine« je izšla na Grobanovem albumu Awake.
Hancock, dolgoletni sodelavec in prijatelj Joni Mitchell, je leta 2007 izdal album River: The Joni Letters. Kot vokalistke so pri albumu sodelovale Tina Turner, Norah Jones in Corinne Bailey Rae, Leonard Cohen pa je prispeval govor ob spremljavi klavirja. Joni Mitchell ni sodelovala. Album je izšel 25. septembra 2007, vzporedno z izdajo takratnega novega albuma Joni Mitchell, Shine. River: The Joni Letters je osvojil grammyja za album leta, grammyja za najboljši sodobni jazz album, skladba »Both Sides Now« pa je bila nominirana za najboljši instrumentalni jazz solo. To je bilo prvič v zgodovini, da je jazzovski album osvojil oba grammyja.
14. junija 2008 je Hancock z gosti nastopil na dobrodelni prireditvi Rhythm on the Vine v Temeculi, Kalifornija, za dobrodelno organizacijo Shriners Hospitals for Children. Na prireditvi je bilo zbranih 515.000 dolarjev.
18. januarja 2009 je Hancock nastopil na inavguralnem koncertu Baracka Obame, We Are One concert, s katerim se je začelo praznovanje ob inavguraciji Obame za predsednika Združenih držav Amerike. Istega leta je Hancock s klasičnim pianistom Langom Langom nastopil na podelitvi Classical BRIT Awards, kjer sta izvedla Rapsodijo v modrem. V istem letu je bil Hancock s strani losangeleških filharmonikov imenovan za »Creative chair« za obdobje 2010 do 2012.

### 2010 in naprej
Junija 2010 je Hancock izdal album The Imagine Project.
5. junija 2010 je prejel nagrado Alumni od kolidža Grinnell. 22. julija 2011 je bil v Parizu imenovan za Unescovega ambasadorja dobre volje za promocijo medkulturnega dialoga. Leta 2013 je Hancock pridružil Univerzi Kalifornije kot .
8. decembra 2013 je Hancock prejel nagrado Kennedyjevega Centra časti za dosežke v uprizoritvenih umetnostih.
Oktobra 2014 je izšel album You're Dead! zasedbe Flying Lotus, pri katerem je sodeloval Hancock.
Leta 2014 je postal Charles Eliot Norton profesor poezije na Univerzi Harvard. Nosilec naziva izvede šest lekcij o poeziji z naslovom »The Norton Lectures«. Poezija je »interpretirana v širšem smislu, vključno z vsemi poetičnimi izrazi v jeziku, glasbi ali likovni umetnosti.« Nekdanji nosilci naziva so bili znani glasbeniki kot so Leonard Bernstein, Igor Stravinski in John Cage. Hancockova tema je bil »The Ethics of Jazz«.
Leta 2016 je bilo v medijih objavljeno, da bodo Hancock, Carlos Santana in Wayne Shorter začeli koncertirati skupaj pod imenom Mega Nova. V superskupino sta bila vključena še basist Marcus Miller in bobnarka Cindy Blackman Santana. Prvi koncert skupine je bil 24. avgusta 2016 v Hollywood Bowlu.
Naslednji Hancockov album bo produciral Terrace Martin, pri snemanju pa bodo sodelovali številni jazz in hip-hop izvajalci kot so Wayne Shorter, Kendrick Lamar, Kamasi Washington, Thundercat, Flying Lotus, Lionel Loueke, Zakir Hussain in Snoop Dogg.

## Oprema
Do snemanja Davisovega albuma Miles in the Sky je Hancock uporabljal le akustični klavir, na tem snemanju pa je dal Davis v studio pripeljati Fender Rhodes. Hancocku električni klavir najprej ni bil všeč, kasneje pa se je navdušil nad toplim tonom instrumenta. Pri nadaljnjih snemanjih z Davisom je poleg Rhodesa uporabljal še Wurlitzer, električni čembalo in orgle.
Pri snemanju albumov Mwandishi in Crossings je uporabljal Mellotron, akustični ter električni klavir, pri albumu Sextant pa je uporabljal tudi ARP sintetizatorje in Hohner Clavinet. Leta 1973 je izdal enega najbolj vplivnih jazz-funk albumov, Head Hunters, pri snemanju katerega je uporabil Fender Rhodes, Clavinet, ARP Odyssey Bass in druge ARP sintetizatorje. Velik komercialni uspeh je Hancock dosegel z albumom Future Shock, s katerega je izšel single »Rockit«. V tem času je Hancock uporabljal klaviature in sintetizatorje Fairlight CMI, Rhodes Chroma, Apple IIE, Yamaha DX7, Emu 4060, Minimoog, Clavinet, Dr. Click rhythm controller, Alphacentauri, Yamaha GS1, Sennheiser vocoder in Yamaha CE20. Leta 2002 je o svoji opremi dejal: »Ne uporabljam nobenih samplov, uporabljam bolj pianistične stvari. Moje klaviature so Steinway Concert Grand, Roland MK80 kot kontroler in Korg Karma. V bistvu uporabljam programske instrumente, ki so novi na glasbeni sceni. Na odru uporabljam Apple Titanium Powerbook z Emagic EVP88, virtuani priključek Rhodes in virtualni Clavinet. Zvok EVP88 je bolj podoben pravemu Fender Rhodesu kot katerikoli sintetizator, ki sem ga kadarkoli slišal! In virtualni Clavinet zveni kot pravi Clavinet. Tu so še programski pedali kot Crybaby wah-wah in pedali Morley, ki prav tako zvenijo dobro. Številne glasbenike je še vedno strah uporabljati programske instrumente, ker se bojijo sesutja računalnika in drugih problemov. Zato za rezervo uporabljajo prave instrumente. Vendar mi ne potrebujemo rezerv. Cele turneje smo oddelali le s programskimi instrumenti, ki so še vedno bili v preizkusnem načinu delovanja in z njimi nismo imeli težav, delali so brezhibno.«

## Osebno življenje
Od leta 1968 je poročen z Gudrun Mexines »Gigi«, s katero ima hči Jessico. V 90. letih je postal zasvojen s kokainom. Leta 1999 se je pričel odvajati od kokaina in od leta 2000 je čist.

### Nichiren budizem
Od leta 1972 Hancock prakticira Nichiren budizem kot član budistične organizacije Soka Gakkai International. Kot del svoje spiritualne prakse, Hancock vsak dan recitira budistično mantro Nam(u) Myōhō Renge Kyō. Leta 2013 je bil v japonščini objavljen pogovor Hancocka z Waynom Shorterjem in predsednikom organizacije Soka Gakkai International, Daisakujem Ikedo, o jazzu, budizmu in življenju.

## Diskografija

### Studijski albumi
- Takin' Off (1962)
- My Point of View (1963)
- Inventions and Dimensions (1963)
- Empyrean Isles (1964)
- Maiden Voyage (1966)
- Speak Like a Child (1968)
- The Prisoner (1969)
- Fat Albert Rotunda (1969)
- Mwandishi (1970)
- Crossings (1972)
- Sextant (1973)
- Head Hunters (1973)
- Thrust (1974)
- Man-Child (1975)
- Secrets (1976)
- Herbie Hancock Trio (1977)
- Sunlight (1978)
- Directstep (1979)
- Feets, Don't Fail Me Now (1979)
- The Piano (1979)
- Monster (1980)
- Mr. Hands (1980)
- Magic Windows (1981)
- Herbie Hancock Trio (1981)
- Lite Me Up (1982)
- Quartet (1983)
- Future Shock (1983)
- Sound-System (1984)
- Village Life (1985)
- Perfect Machine (1988)
- Dis Is da Drum (1994)
- A Tribute to Miles (1994)
- The New Standard (1996)
- 1 + 1 (1997)
- Gershwin's World (1998)
- Future2Future (2001)
- Possibilities (2005)
- River: The Joni Letters (2007)
- The Imagine Project  (2010)

### Albumi v živo
- Hear, O Israel – A Prayer Ceremony in Jazz (1968)
- Dedication (1974)
- Flood (1975)
- V.S.O.P. (1977)
- An Evening with Herbie Hancock & Chick Corea: In Concert (1978)
- CoreaHancock (1979)
- A Night with Herbie Hancock (1980)
- Jazz Africa (1987)
- Parallel Realities Live... (1993)
- Herbie Hancock Trio Live in New York (1994)
- Quartet Live (1994)
- Directions in Music: Live at Massey Hall (2002)
- Live: Detroit / Chicago (2005)

### Soundtracki
- Blow-Up (1966)
- The Spook Who Sat by the Door (1973)
- Death Wish (1974)
- Round Midnight (1986)

### Kompilacijski albumi
- The Best of Herbie Hancock (1971)
- Treasure Chest (1974)
- Herbie Hancock (1975)
- Happy the Man (1976)
- The Best of Herbie Hancock (1979)
- Hancock Alley (1980)
- Double Rainbow (1981)
- Hot and Heavy (1984)
- The Best of Herbie Hancock: The Blue Note Years (1988)
- Feets Don't Fail Me Now / Future Shock (1989)
- The Very Best of Herbie Hancock (1991)
- The Collection (1991)
- A Jazz Collection (1991)
- The Best of Herbie Hancock, Vol. 2 (1992)
- The Collection (1992)
- Herbie Hancock (1993)
- The Egg (1993)
- Jamming (1994)
- Mwandishi: The Complete Warner Bros. Recordings (1994)
- Jazz Portrait (1995)
- Takin' Off / Inventions And Dimensions / Empryean Isles (1995)
- Cantaloupe Island (1995)
- Jazz & Blues Collection, Vol. 63 (1996)
- Jazz Profile (1997)
- This Is Jazz, Vol. 35 (1998)
- Mr. Funk (1998)
- Rare Tracks (1998)
- The Complete Blue Note Sixties Sessions (1998)
- Dr. Jazz: The Blue Note Years 1962 / 69 (1998)
- Dancin' Grooves (1999)
- Riot (1999)
- Backtracks (1999)
- Les Incontournables (2000)
- Sextant / Secrets (2000)
- The Best of Herbie Hancock (2000)
- The Best of Herbie Hancock: The Hits (2000)
- Jammin' with Herbie Hancock (2000)
- Head Hunters / Future Shock / Man-Child (2001)
- The Herbie Hancock Box (2002)
- Head Hunters / Thrust (2002)
- Thrust / Mr. Hands / Secrets (2003)
- Blue Note Years, Vol. 20 (2004)
- Jazz Moodes: 'Round Midnight (2004)
- Rockit (2004)
- Head Hunters / Sextant / Thrust (2004)
- Soul Power (2005)
- Herbie Hancock (2005)
- The Essential Herbie Hancock (2006)
- Great Sessions (2006)
- The Very Best of Herbie Hancock (2006)
- Piano Fiesta (2006)
- Techno Voodu — Astral Black Simulations (2007)
- Finest in Jazz (2007)
- The Herbie Hancock Trio in Concert (2007)
- Soul and Funk (2008)
- Then and Now: The Definitive Herbie Hancock (2008)
- Future Shock / Head Hunters (2008)
- Playlist: The Very Best of Herbie Hancock (2008)
- Les Incontournables du Jazz : Herbie Hancock (2008)
- The Best of Herbie Hancock Box Set (2009)
- Complete Columbia Collection Box Set (2010)
- Milken Archive Digital (2011)

## Filmografija
| Leto | Naslov                               | Vloga                 | Opombe                        |
| ---- | ------------------------------------ | --------------------- | ----------------------------- |
| 1981 | Concrete Cowboys                     | Gideon                | Epizoda: »The Wind Bags«      |
| 1985 | The New Mike Hammer                  | on sam                | Epizoda: »Firestorm«          |
| 1986 | Round Midnight                       | Eddie Wayne           |                               |
| 1988 | Branford Marsalis Steep              | on sam                |                               |
| 1993 | Indecent Proposal                    | on sam                |                               |
| 1995 | Invisible Universe                   | Bralec poezije (glas) | Video igra                    |
| 2002 | Hitters                              | District Attorney     |                               |
| 2014 | Girl Meets World                     | Catfish Willie Slim   | Epizoda: »Girl Meets Brother« |
| 2015 | Miles Ahead                          | on sam                |                               |
| 2016 | River of Gold                        | Narator               | Dokumentarni film             |
| 2017 | Valerian in mesto tisočerih planetov | Defense Minister      |                               |

## Izbrani koncertni filmi
- 2000:  DeJohnette, Hancock, Holland in Metheny – Live in Concert[178]
- 2002:  Herbie Hancock Trio: Hurricane! z Ronom Carterjem in Billyjem Cobhamom[179]
- 2002:  The Jazz Channel Presents Herbie Hancock (BET on Jazz) s Cyrom Baptisto, Terri Lynne Carrington, Iro Colemanom, Elijem Degibrijem in Eddiejem Hendersonom[180]
- 2004:  Herbie Hancock – Future2Future Live[181]
- 2005:  Herbie Hancock's Headhunters Watermelon Man  (Live in Japan)[182]
- 2006:  Herbie Hancock – Possibilities z Johnom Mayerjem, Christino Aguilero, Jossom Stoneom in drugimi[183]

## Knjige
- Hancock, Herbie; Dickey, Lisa (2014). Herbie Hancock: Possibilities (v angleščini). Viking. ISBN 0670014710.

## Nagrade in priznanja

### Oskar
- 1986: Originalni soundtrack, za Round Midnight[112]

### Grammyji
| Leto | Kategorija                                                     | Naslov                                  | Opombe                                                                                            |
| ---- | -------------------------------------------------------------- | --------------------------------------- | ------------------------------------------------------------------------------------------------- |
| 1984 | Najboljša R&B instrumentalna izvedba                           | »Rockit«                                |                                                                                                   |
| 1985 | Najboljša R&B instrumentalna izvedba                           | Sound-System                            |                                                                                                   |
| 1988 | Najboljša instrumentalna kompozicija                           | »Call Sheet Blues«                      |                                                                                                   |
| 1995 | Najboljša jazzovska instrumentalna izvedba solista ali skupine | A Tribute to Miles                      | z Ronom Carterjem, Tonyjem Williamsom, Wallacom Roneyjem in Waynom Shorterjem                     |
| 1997 | Najboljša instrumentalna kompozicija                           | »Manhattan (Island of Lights and Love)« |                                                                                                   |
| 1999 | Najboljši instrumentalni aranžma s spremljevalnimi vokali      | »St. Louis Blues«                       | s Steviejem Wonderjem in Robertom Sadinom                                                         |
| 1999 | Najboljša jazzovska instrumentalna izvedba solista ali skupine | Gershwin's World                        |                                                                                                   |
| 2003 | Najboljši jazzovski instrumentalni album solista               | Directions in Music at Massey Hall      | z Michaelom Breckerjem in Royjem Hargroveom                                                       |
| 2003 | Najboljši jazzovski instrumentalni solo                        | »My Ship«                               |                                                                                                   |
| 2005 | Najboljši jazzovski instrumentalni solo                        | »Speak Like a Child«                    |                                                                                                   |
| 2008 | Album leta                                                     | River: The Joni Letters                 | z Norah Jones, Tino Turner, Leonardom Cohenom, Corinne Bailey Rae, Joni Mitchell in Luciano Souza |
| 2008 | Najboljši sodobni jazzovski album                              | River: The Joni Letters                 | z Norah Jones, Tino Turner, Leonardom Cohenom, Corinne Bailey Rae, Joni Mitchell in Luciano Souza |
| 2011 | Najboljši improvizirani jazzovski solo                         | »A Change Is Gonna Come«                |                                                                                                   |
| 2011 | Najboljše pop sodelovanje z vokali                             | »Imagine«                               | s Pink, Indio.Arie, Jeffom Beckom, Sealom, Oumou Sangaré in skupino Konono Nº1                    |

### Druge nagrade in priznanja
- Zmagovalec ankete revije Keyboard: Najboljši jazzovski pianist (1987, 1988); klaviaturist (1983, 1987)[184]
- Zmagovalec ankete revije Playboy: Najboljša jazzovska zasedba (1985), najboljši jazzovski album Rockit (1985), najboljši jazzovski klaviaturist (1985, 1986), najboljši R&B instrumentalist (1987),  najboljši jazzovski instrumentalist (1988)[184]
- MTV Awards (5), Najboljši konceptualni video, »Rockit«, 1983–1984[101]
- Gold Note Jazz Awards – New York Chapter of the National Black MBA Association, 1985[184]
- Ordre des Arts et des Lettres, 1985[185]
- BMI Film Music Award, Round Midnight, 1986[184]
- Častni doktorat glasbe univerze Berklee College of Music, 1986[186]
- U.S. Radio Award, Najboljši originalni glasbeni soundtrack – Thom McAnn Shoes, 1986[184]
- Los Angeles Film Critics Association, Najboljši soundtrack –  'Round Midnight, 1986[184]
- Nagrada BMI Film Music, Colors, 1989[184]
- Zvezda na Hollywoodski aleji slavnih, 1994[187]
- Nagrada Milesa Davisa, Montreal International Jazz Festival, 1997[188]
- Soul Train Music Award, Najboljši jazzovski album – The New Standard, 1997[184]
- Uvrstitev videospota »Rockit« na 10. mesto lestvice 100. najboljših videospotov s strani VH1, 2001[189]
- Nagrada NEA Jazz Masters, 2004[190]
- Zmagovalec ankete bralcev revije Downbeat: Hall of Fame, 2005[191]
- Kennedyjeva nagrada, 2013[152]
- American Academy of Arts and Sciences, 2013[192]